# Leven
Leven è una città di mare del Fife, Scozia, situata sulla costa del Firth of Forth sull'estuario del fiume Leven. Al censimento del 2001 aveva una popolazione di 8.051 abitanti.
Sulla costa, immediatamente a sud-ovest, si trovano Methil e Buckhaven, che con Leven e gli insediamenti interni di Kennoway e Windygates formano la conurbazione di Levenmouth, con una popolazione complessiva di circa 31.410 abitanti